# 2240 Цай
2240 Цай (2240 Tsai) — астероїд головного поясу, відкритий 30 грудня 1978 року.
Тіссеранів параметр щодо Юпітера — 3,188.